# Równina Kącka
Równina Kącka – mikroregion obejmujący środkową część Równiny Wrocławskiej, między Wysoczyzną Średzką a Równiną Grodkowską. Od północnego wschodu graniczy z Pradoliną Wrocławską a od południowego zachodu z Przedgórzem Sudeckim - Równiną Świdnicką, Masywem Ślęży i Wzgórzami Niemczańsko-Strzelińskimi.